# Harold Gould

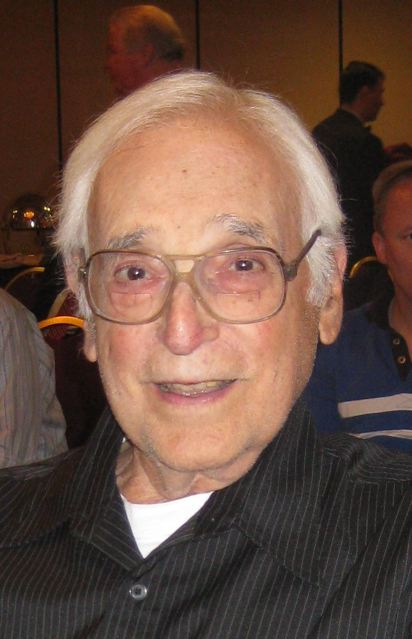
Harold Gould (2010)

Harold Gould (gebürtig: Harold V. Goldstein; * 10. Dezember 1923 in Schenectady, New York; † 11. September 2010 in Woodland Hills, Kalifornien) war ein US-amerikanischer Schauspieler.

## Leben
Gould diente während des Zweiten Weltkriegs in der amerikanischen Armee. Danach studierte er an der University at Albany.
Goulds bekannteste Rolle war die des Martin Morgenstern in der Fernsehserie Rhoda als Vater von Rhoda Morgenstern, gespielt von Valerie Harper. Gould verließ die Serie schon zu einem frühen Zeitpunkt; nach seinem Ausscheiden blieb der Charakter weiterhin inhaltlich präsent, ohne dass er noch persönlich in Erscheinung trat.
Eine prägnante Nebenrolle hatte Gould als Kid Twist 1973 in dem Film Der Clou neben Paul Newman und Robert Redford. 1977 verkörperte er Henry Kissinger als Carl Tessler in der Watergate-Mini-Serie Washington: Hinter verschlossenen Türen.
In den 1980er Jahren spielte  Gould die Figur des Miles Webber in der Fernsehserie Golden Girls und wirkte auch in der Nachfolgeserie Golden Palace mit.
Daneben war Gould regelmäßig in Fernseh- und Kinoproduktionen zu sehen, zuletzt in Folgen der Fernsehserien Nip/Tuck – Schönheit hat ihren Preis und Cold Case – Kein Opfer ist je vergessen.
Gould war von 1950 bis zu seinem Tod mit Lea Vernon verheiratet, das Ehepaar hatte drei Kinder und lebte in Los Angeles. Er starb 2010 im Alter von 86 Jahren an Prostatakrebs.

## Filmografie (Auswahl)
- 1962: Die Leute von der Shiloh Ranch (Fernsehserie)
- 1962: Spiel zu zweit (Two for the Seesaw)
- 1963: Kennwort: Canary (The Yellow Canary)
- 1964: Geheimagent Barrett greift ein (The Satan Bug)
- 1965: Spion mit meinem Gesicht (The Spy with My Face)
- 1965: Verdammte, süße Welt (Insisde Daisy Clover)
- 1966: Ein Fall für Harper (Harper)
- 1966: Mord aus zweiter Hand (An American Dream)
- 1967: Auf der Flucht
- 1968: Project X
- 1968: Bezaubernde Jeannie (Fernsehserie, Folge 4x16)
- 1969: Das Arrangement (The Arrangement)
- 1970: Der Strafverteidiger (The Lawyer)
- 1970: Die Partridge Familie (Fernsehserie)
- 1970: Ein Käfig voller Helden (Fernsehserie)
- 1971: A Death of Innocence
- 1971: Columbo: Lösegeld für einen Toten (Ransom for a Dead Man)
- 1972: Wo tut’s weh? (Where Does It Hurt?)
- 1973: Der Clou
- 1974: Extrablatt (The Front Page)
- 1974–1976: Petrocelli (Fernsehserie, 3 Folgen)
- 1975: Die letzte Nacht des Boris Gruschenko
- 1975: Die Straßen von San Francisco – Folge: Juwelen von Jacques
- 1975: Der Retorten-Goliath (The Strongest Man in the World)
- 1975: Tödliche Diagnose (Medical Story)
- 1976: Die haarsträubende Reise in einem verrückten Bus
- 1976: Mel Brooks’ letzte Verrücktheit: Silent Movie
- 1976: Aufstand der Ärzte (The Quality of Mercy)
- 1976: Gus
- 1977: Washington: Hinter verschlossenen Türen
- 1978: Actor
- 1978: Das charmante Großmaul (The One and Only)
- 1979: Aunt Mary
- 1979: Das elfte Opfer (11th Victim)
- 1980: Der beste Spieler weit und breit: Sein größtes Spiel (Kenny Rogers as the Gambler)
- 1980: Der Scarlett-O’Hara-Krieg (The Scarlett O’Hara War)
- 1980: Fast wie in alten Zeiten (Seems Like Old Times)
- 1980: Moviola – Greta Garbo: Die Göttliche (The Silent Lovers)
- 1983: Der beste Spieler weit und breit: Sein größtes Abenteuer (Kenny Rogers as the Gambler: The Adventure Continues)
- 1984: Der Strich gehört der Polizei (The Red–Light Sting)
- 1985–1992: Golden Girls (Fernsehserie)
- 1986: Mrs. Delafield will heiraten (Mrs. Delafield Wants to Marry)
- 1986: Playing for Keeps
- 1989: Romero
- 1989: Maxwell Smart kehrt zurück
- 1991: Birch Street Gym (Kurzfilm)
- 1995: Flesh Suitcase – Die Heroin Connection (Flesh Suitcase)
- 1996: Killer – Tagebuch eines Serienmörders (Killer: A Journal of Murder)
- 1996: Lover’s Knot – Liebe mit Hindernissen (Lover’s Knot)
- 1997: Ein toller Käfer kehrt zurück (The Love Bug)
- 1998: My Giant – Zwei auf großem Fuß
- 1998: Browns Requiem
- 1998: Menschenkind (Beloved)
- 1999: Stuart Little
- 2000: King of Queens (The King of Queens, Fernsehserie)
- 2001: Der dunkle Klang des Todes (Dying on the Edge)
- 2002: Meister der Verwandlung (The Master of Disguise)
- 2003: Bärenbrüder (nur Stimme)
- 2003: Freaky Friday – Ein voll verrückter Freitag
- 2004: Nobody’s Perfect (Kurzfilm)
- 2005: English as a Second Language